# Armandino Rossi
Armandino Rossi (fl. XX secolo) è stato un calciatore italiano, di ruolo attaccante.

## Carriera
Inizia la carriera nel Veloce Club La Spezia, per poi passare allo  Spezia con cui nella stagione 1921-1922 gioca 5 partite nella Prima Divisione del campionato CCI. L'anno seguente gioca 3 partite in Prima Divisione, segnando anche il suo primo gol con la maglia bianconera, mentre nella stagione 1923-1924 gioca 4 partite in massima serie senza mai segnare.